# 朱鼒㮿
真寧安惠王朱鼒㮿（1506年—1552年），明朝慶藩第五代真寧王，真寧榮僖王朱台涍的嫡長子。

## 生平
正德十年（1515年），真寧榮僖王朱台涍去世。正德十六年（1521年）八月，朱鼒㮿襲封真寧王。
嘉靖三十一年（1552年）八月，朱鼒㮿去世，享年四十七歲，諡號安惠。兩年後，嫡長子朱倪𤇼襲爵。

## 家庭

### 子
- 嫡長子：真寧長子→真寧恭簡王朱倪𤇼
- 第二子：鎮國將軍朱倪剡[6]